# Centre de formation continue en langues étrangères
Pour les articles homonymes, voir ITK.
Le Centre de formation continue en langues étrangères de l'Université Loránd Eötvös (ELTE) (hongrois : ELTE Idegennyelvi Továbbképző Központ, ELTE-ITK), est un organisme hongrois dont la mission principale est la délivrance de diplômes en langues vivantes. Il assure également des cours de langues.

## Historique
L'institut a été créé en 1967 dans le cadre de l'Université Loránd Eötvös d'abord comme centre d'enseignement de langues à l'attention d'adultes titulaires du baccalauréat, puis comme centre d'examens en langues vivantes.
À partir du début des années 1990, lorsque les étudiants disposant d'une certification en langue vivante ont bénéficié de crédits pour l'obtention des diplômes, le nombre de candidats aux tests en langue s'est fortement accru et l'on compte aujourd'hui plus de 100 000 candidats par an qui passent un examen dans l'une des 30 langues disponibles.
Depuis 2004, l'institut est membre à part entière de l'organisation européenne pour les tests en langues (ALTE).
L'institut compte aujourd'hui une cinquantaine d'administrateurs qui organisent et supervisent le travail de plus d'un millier d'examinateurs certifiés qui exercent dans un réseau de centres agréés en Hongrie et grâce à des conventions avec des partenaires dans quelques centres à l'étranger.

## Examens en langues
Selon les langues, les examens sont proposés soit en version bilingue (hongrois, langue cible), soit en version unilingue (tout en langue cible). La version unilingue est particulièrement adaptée aux personnes dont le hongrois n'est pas la langue natale. Les examens en version bilingue sont disponibles en trois niveaux (élémentaire, moyen, supérieur). Les examens en version unilingue sont disponibles selon les niveaux du cadre européen commun de référence pour les langues (CECR).
En version bilingue, les langues disponibles sont : allemand, anglais, arabe, bulgare, chinois, croate, danois, espagnol, espéranto, finnois, français, grec (ancien et moderne), hébreu, italien, japonais, latin, polonais, portugais, roumain, russe, serbe, slovaque, suédois, tchèque, tsigane (bea et lovara), turc.
En version unilingue, les examens sont disponibles en hongrois langue étrangère (niveaux A2, B1, B2, C1) et en espéranto (niveaux B1, B2, C1).